# Lélio Gama
Lélio Itapuambira Gama (Rio de Janeiro, 29 de agosto de 1892 — Rio de Janeiro, 21 de julho de 1981) foi um astrônomo e matemático brasileiro, formado em engenharia pela Escola Politécnica do Rio de Janeiro (Poli-UFRJ) em 1914.
Após trabalhar como engenheiro, ingressou para o Observatório Nacional onde fez boa parte de sua carreira, chegando a tornar-se diretor entre 1951 e 1967. Foi também diretor do Instituto de Matemática Pura e Aplicada (IMPA) entre 1952 e 1965, acumulando este cargo com o de diretor do observatório.

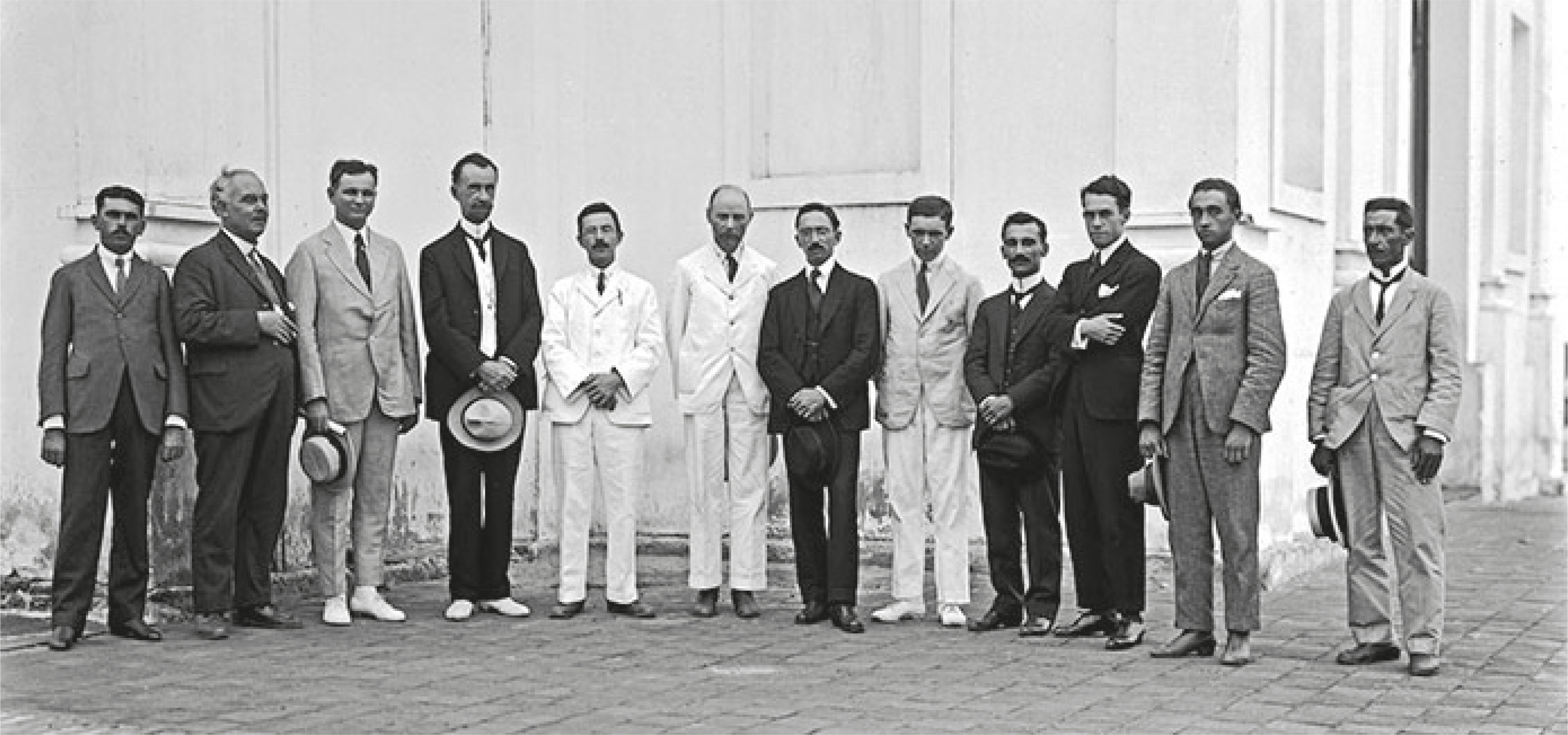
Estão da esquerda para a direita: Luiz Rodrigues, Theophilo Lee, Daniel Wise, Henrique Morize, Charles Davidson, Andrew Crommelin, Allyrio de Mattos, Andrew Thomson, Domingos Costa, Lelio Gama (10º), Antonio Lima e Primo Flores. Cortesia da Biblioteca do Observatório Nacional, Rio de Janeiro